# Саурамо, Матти Руфус
Саурамо, Матти Руфус (17 февраля 1889, Лоймаа — 7 июня 1958, Хельсинки) — финский геолог, внёсший значительный вклад в геологические исследования четвертичного периода (в области геохронологии и пелеогеографии), известен, прежде всего, как создатель Финской варвохронологической шкалы.

## Биография
Матти Саурамо родился в 1889 году в Лоймаа. Начитает обучение в Университете Хельсинки в 1909 году. В 1918 году Саурамо поступает на работу в Финскую геологическую службу  в качестве геолога-ассистента. Получает степень доктора философии в 1919 году. Занимает в Университете Хельсинки должности доцента геологии с 1924 года, профессора с 1929 года, декана математико-естественнонаучного факультета с 1939 года.

## Варвохронологические исследования

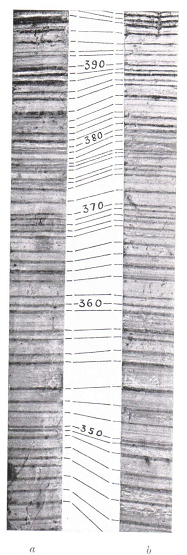
Соответствие между разрезами ленточных глин в Messukylä и Тампере (Финляндия)

Толчком к началу варвохронологических исследований в Финляндии послужил доклад, прочитанный Герхардом де Геером в 1914 году в Финском географическом обществе, посвящённый варвохронологическим исследованиям на территории Швеции и их результатам. Недостаток ресурсов не позволил приступить к этим работам немедленно. В 1915 году Вильгельм Рамзай, не желая мириться с дальнейшей отсрочкой, по собственной инициативе организует исследование на территории южной Финляндии. Полевые работы были разделены на две части, одна из которых была поручена Матти Саурамо. В том же году предварительные результаты были представлены Рамзаем на заседании Финского географического общества, на котором было принято решение поручить дальнейшие работы Матти Саурамо и выделить ему стипендию.
Уже в качестве самостоятельного исследователя летом 1916 и 1917 годов Саурамо проводит полевые работы на территории от побережья Финского залива до внутренней гряды Салпаусселькя. Результаты были опубликованы в 1918 году в работе «Геохронологические исследования позднеледникового времени в южной Финляндии». В ходе этого исследования Саурамо в 1917 году обратился к де Гееру с предложением установить корреляцию между шведской и финской варвохронологическими шкалами методом «телекорреляций» для серии разрезов. Часть соответствий, предложенных де Геером, содержали существенные ошибки, что подтолкнуло Саурамо к совершенствованию методов варвохронологических исследований.
В дальнейшем Саурамо выступил с критикой методики де Геера, согласно которой соответствие между удалёнными разрезами устанавливалось только на основании подобия в относительной мощности нескольких следующих друг за другом годичных слоёв. В свою очередь, он предложил дополнить методику де Геера путём выделения в ленточных глинах фаций на основании общности литологического состава и установления соответствия между удалёнными разрезами методами классической стратиграфии. Таким образом, сопоставления мощности годичных слоёв допускалось только после установления их принадлежности к одному и тому же горизонту. С одной стороны, такая методика позволяла получить независимый инструмент верификации собственно варврхронологических сопоставлений, сократить величину возможной ошибки и вероятность ложной корреляции. С другой стороны, она исключала использование методики за пределами региона для которого были выделены соответствующие литологические подразделения, столь важное для самого де Геера.  Изучение литологии ленточных глин позволило делать заключения об условиях осадконакопления: солёности и глубине водоёма, расстоянии до фронта ледника, мощности и активности ледникового покрова на границе водоёма. В течение 1919—1921 годов Саурамо выполняет исследования на обширной территории от Порвоо до Йювяскюля и от Лохья до Пори. Результаты исследований были опубликованы в монографии«Изучение четвертичных ленточных глин в Южной Финляндии», вышедшей в свет в 1923 году.
Саурамо подвергал сомнению возможность установления надёжной корреляции между варвохронологическими шакалами разных регионов (Финляндии, Швеции, Северной Европы и Америки) путём сопоставления разрезов. Помимо опасности ложной коррлеляции, он указывал на несостоятельность допущения о синхронности колебаний скорости отступления ледника на обширных территориях, которая была продемонстрирована в его работе.
В 1924 году Саурамо посещает Прибалтийские страны для проведения геохронологических исследований. В 1925 году  Саурамо выполняет первые варвохронологические исследования на территориях Карельского перешейка, входивших в это время в состав Финляндии. В том же году он посещает окрестности Ленинграда и указывает на возможность проведения варвохронологических исследований в этом районе.
Итогом варвохронологических исследований стало создание геохронологической шкалы охватывающей промежуток 2800 лет и описание хронологии отступления ледникового покрова от побережья Финского залива до Конечно-моренной гряды Центральной Финляндии. Была создана детальная хронология формирования конечно-моренных гряд Салпаусселькя, установлены относительные датировки и амплитуды первого и второго (окончательного) спуска Балтийского ледникового озера.

## Палеогеография Балтийского моря
После смерти Рамзая в 1928 году Саурамо продолжил начатую им масштабную работу по изучению приподнятых береговых линий на территории Финляндии. В 1934—1939 годах он публикует серию работ в которой обобщает измерения 26 береговых линий, лежащих выше уровня моря, варврхронологические, стратиграфические, палеонтологические и палинологические данные, позволяющие установить их относительный или абсолютный возраст.  На этой основе он строит модель гляциоизостатического поднятия Скандинавии в послеледниковое время, которая оставалась актуальной для появления работ Нильса-Алекса Мёрнера 1969 и 1979 годов.
Саурамо обнаружил остатки солоноводных и солоноватоводных диатомей в отложениях бореального периода, на основании которых сделал выводы о необходимости выделения Эхенейсовой стадии для всего бассейна Балтийского моря в период 9300—8600 лет назад. Таким образом, пресноводное Анциловое озеро, по его мнению, существовало всего 200—300 лет между 8600 и 8300 лет назад.
На протяжении большей части своей научной карьеры Саурамо, вслед за своим учителем Рамзаем, отрицал возможность соединения Балтийского и Белого морей в послеледниковое время. В конце 1940-х годов, под влиянием результатов, полученных Карлом Мельдером (1944), а затем Эббой де Геер (1953), он меняет свою точку зрения. В работах 1947, 1954 и 1958 годов Саурамо постулирует Балтийско-беломорское соединение в виде короткоживущего узкого пролива через Ладожское и Онежское озёра в начале Аллерёда.

## Другие работы
В 1928 году, полемизируя с Иивари Лейвиске, Саурамо публикует работу «Об отношении озов к приподнятым пляжам», где отстаивает справедливость дельтовой теории происхождения Озов де Геера, а так же устанавливает генетические связи между озами, маргинальными флювиогляциальными дельтами и зависимость тех и других от уровня приледникового водоёма.
В 1929 году Саурамо публикует монографию «Четвертичная геология Финляндии» суммирующую представления о геологической истории Финляндии с начала дегляциации.
Саурамо принимал участие в работе Государственного научного Восточнокарельского комитета . Летом 1942 года предпринял экспедицию на оккупированную территорию СССР в окрестности Петрозаводска  где выполнял геологические исследования результатом которых стала работа посвящённая геологической истории Онежского озера в позднеледиковую эпоху.
В 1958 году Саурамо публикует итоговую монографию «История Балтийского моря» объёмом более 500 страниц.

## Значение в истории науки
В настоящее время Саурамо известен прежде всего благодаря своим работам по созданию финской варврхронологической шкалы. Относительные оценки  хронологии дегляциации, формирования конечно-моренных гряд Салпаусселька и спуска Балтийского ледникового озера не утратили актуальности и продолжают использоваться в современных работах.
В середине XX века Матти Саурамо считался одним из наиболее авторитетных специалистов по геохронологии и палеогеографии Балтийского моря в Четвертичный период. К настоящему времени работы Саурамо, посвящённые палеогеографии Балтийского моря, устарели и содержат ряд ошибочных утверждений.

## Признание и награды
Членство в организациях:
- Финское геологическое общество член с 1916 года[27]
- Геологическое общество (Германия) почётный член с 1951 года[28]
- Германская академия естествоиспытателей «Леопольдина» с 1952 года[29]

## Труды
- Sauramo, M. Über das Vorkommen von Sandstein in Karstula, Finland (нем.) // Fennia : Журнал. — Helsingfors, 1916. — Vol. 39.
- Sauramo, M. Geochronologische Studien über die spätglaziale Zeit in Südfinnland (нем.). — Helsingfors, 1918. — 44 p. — (Bulletin de la commission géologique de Finlande, 50).
- Sauramo, M. Studies on the Quarternary varve sediments in southern Finland (англ.). — Helsinki-Helsingfors, 1923. — 149 p. — (Bulletin de la commission géologique de Finlande, 60).
- Sauramo, M. Tracing of Glacial boulders and its application in prospecting (англ.). — Helsinki-Helsingfors, 1924. — 37 p. — (Bulletin de la commission géologique de Finlande, 67).
- Sauramo, M. Geochronologische Studien in Russland (нем.) // Geol. fören. i Stockholm förh. : Журнал. — 1925. — Vol. 47. — P. 521–522.
- Sauramo, M. Uber die Bändertone in den ostbaltischen Ländern vom geochronologischen Standpunkt (нем.) // Fenia. — 1925. — Vol. 45.
- Sauramo, M. Den senglaciala kronologien i Sverige och Finland (швед.) // Geol. fören. i Stockholm förh. : Журнал. — 1926. — Vol. 48. — P. 61-66.
- Sauramo, M., Auer, V. On the development of Lake Höytiäinen in Carelia and its ancient flora, Communicationes ex Instituto Questionum, Forestalium Finlandiae editae 13 (англ.). — Helsinki, 1928. — 42 p. — (Bulletin de la commission géologique de Finlande, 69).
- Sauramo, M. Über die  spätglazialen  Niveauverschiebungen in  Nord-karelien, Finnland (нем.). — Helsinki, 1928. — 41 p. — (Bulletin de la commission géologique de Finlande, 80).
- Sauramo, M. Über das Verhältnis der Ose zum höchsten Strand (нем.). — Helsinki, 1928. — 17 p. — (Bulletin de la commission géologique de Finlande, 84).
- Sauramo, M. Der Anteil der eustatischen Komponente an den Niveauverschiebungen in Fennoscandia (нем.) // Fennia : Журнал. — Helsinki, 1928. — Vol. 50.
- Sauramo, M. The Quaternary geology of Finland (англ.). — Helsinki, 1929. — 143 p. — (Bulletin de la commission géologique de Finlande, 86).
- Sauramo, M. Zur spätquartären Geschichte der Ostsee (нем.) // C. R. Soc. géol. de Fini. : Журнал. — 1934. — Vol. 8. — P. 1-60. Архивировано 4 марта 2016 года.
- Sauramo, M. Das System der spätglazialen Strandlinien im südlichen Finnland (нем.) // Soc. Scient. Fen-nicae. Comment. Phys.-Math. 9, 10 : Журнал. — 1937.
- Sauramo, M. Ein harpunierter Seehund aus dem Litorinaton Nordfinnland (нем.) // Quartar : Журнал. — 1937.
- Sauramo, M. Aus der Erforschungsgeschichte der Ostsee (нем.) // Schriften der phys.-Ökonom. Ges. zu Königsberg : Журнал. — 1939. — Vol. 71. — P. 11-36.
- Sauramo, M. The mode of the land upheaval in Fennoscandia during late-Quaternary time (англ.) // Bulletin de la commission géologique de Finlande : Журнал. — 1939. — Vol. 125. — P. 1-26.
- Sauramo, M. Suomen luonnon kehitys jääkaudesta nykyaikaan (фин.). — Porvoo-Helsinki: WSOY, 1940. — 286 p.
- Sauramo, M. Fennoskandien im Quartär (нем.) // Regionale Geologie der Erde : Журнал. — Leipzig: Akad. Verl.-Ges., 1941.
- Sauramo, M. Die Geschichte der Wälder Finnlands (нем.) // Geologische Rundschau : Журнал. — Springer-Verlag, 1942. — Vol. 32. — P. 579-594. — ISSN 0016-7835. — doi:10.1007/BF01803126.
- Sauramo, M. Kvartärgeologiska studier i  östra Fennoskandia (фин.) // Geol. Fören. Förh. : Журнал. — 1942. — Vol. 64. — P. 209-267.
- Sauramo, M. Der Mechanismus der Landhebung (нем.) // Sitz.-Ber. der Finn. Akad. der Wiss.. — 1943. — P. 11-114.
- Sauramo, M. Äänisen myöhäisglasiaalisesta kehityksestä (фин.) // Suomen Muinaismuistoyhdistys (toim.), Muinaista ja vanhaa Itä-Karjalaa. : Сборник. — 1944. — P. 5-27.
- Sauramo, M. Waldgeschichtliche Gliederung des Spätglacials (нем.) // Sitz.-Ber. der Finn. Akad. der Wiss.. — 1946. — P. 231-235.
- Sauramo, M. Studier över de senglaciala nivaförändringarna i Fennoskandia (фин.) // Geol. Fören. Förh.. — 1947. — Vol. 69. — P. 69-107.
- Sauramo, M. Das dritte Scharnier der fennoskandischen Landhebung (нем.) // Soc. Sei. Fennica, Arsbok-Vuosikirja. — 1949. — Vol. 27.
- Sauramo, M. Das Rätsel des Ancylussees (нем.) // Geologische Rundschau : Журнал. — Springer-Verlag, 1954. — Vol. 42. — P. 197-233. — ISSN 0016-7835.
- Sauramo, M. Land uplift with hinge-lines in Fennoscandia (англ.). — Helsinki: Suomalainen Tiedeakatemia, 1955. — 25 p.
- Sauramo, M. Die Geschichte der Ostsee (нем.). — Helsinki: Suomalainen Tiedeakatemia, 1958. — 522 p. — (Annales Academiae Scientarum Fennicae, A III, Geologica – Gegraphica No. 51).

## Комментарии
1. ↑  В некоторых источниках встречается транслитерация Заурамо[1]
2. ↑  Полевые исследования выполнялись на маршрутах от Порвоо до Хямеэнлинны и от Ловийсы до Хейнола[6]
3. ↑  Саурамо отобрал несколько разрезов, соотношения между которыми были надёжно установлены им в ходе собственного исследования. Де Геер получил только ленты на которые был скопирован профиль разрезов, без атрибуции. Соединения с шведской шкалой удалось установить для 5 разрезов из 7, но соотношения возраста разрезов полученные де Геером на основе Шведской шкалы не соответствовали собственным данным Саурамо[8]
4. ↑  «Позднечетвертичная история Балтийского моря» (1934), «Система позднеледниковых пляжей в Южной Финляндии» (1937), «Из исследования истории Балтийского моря» (1939) «Режим подъёма суши в Фенноскандии в позднечетвертичное время» (1939)
5. ↑  В ранних работах Саурамо использовал наименование «Рабдонема»
6. ↑  В настоящее время эта концепция признана несостоятельной, диатомеи, обнаруженные Сарамо, как и другие подобные находки, являются переотложенными осадками межледникового Эмсского моря[англ.][14]
7. ↑  Ревизия данных Саурамо, увеличивающая возраст Салпаусселькя I на 240 лет, была предложена в 1971 году Йоуко Нимела[24][25]